# 척 히팅거
척 히틴저(Chuck Hittinger, 1983년 ~ )는 미국의 배우이다.